# ثيوفيلوس فان كانل
ثيوفيلوس فان كانيل (1841- 1919) مخترعًا أمريكيًا ، اشتهر باختراع الباب الدوار ، وحصل على براءة اختراع في 7 أغسطس ، 1888. 

## باب دوار
يتكون الباب الدوار عادة من ثلاثة أو أربعة أبواب معلقة على عمود مركزي وتدور حول محور عمودي داخل تطويق أسطواني.